# Історія Польщі

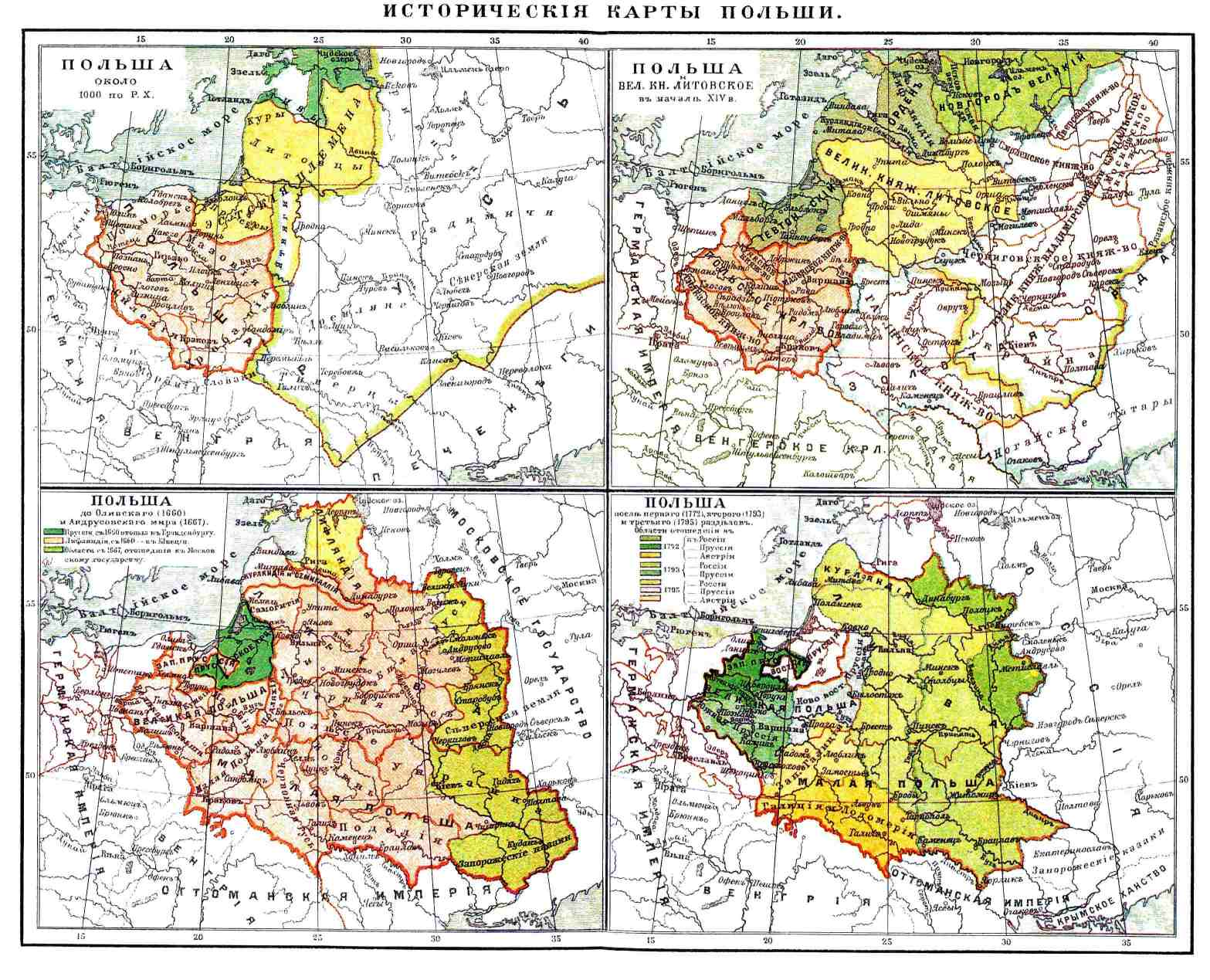
Історичні мапи Польщі

Польща як країна виникла в першій половині 1-го тисячоліття внаслідок консолідації західнослов'янських племен і племінних союзів межиріччя Вісли й Одри, яких налічувалося на польських землях понад 50. Об'єднання здійснило племінне князівство полян із центром у місті Гнезно у другій половині IX ст. — першій половині X ст., за правління князівської династії П'ястів.

## Доісторичний час
У період неоліту на території Польщі існували археологічні культури: культура лінійно-стрічкової кераміки  (бл. 5300—4700 рр. до н.е.); лендельська (бл. 4900-3500 рр. до н. е.); культура лійчастої кераміки (бл.3500-2800 рр. до н. е.); культура шнурової кераміки (бл. 2600—1700 рр. до н. е.); на північному сході — культура гребінцево-борознистої кераміки. До культур бронзової доби належать унетицька, тшинецька та лужицька культури. Територія Польщі разом з західною частиною України є  прабатьківщиною слов'ян.

## Перші історичні згадки
Римський історик та політичний діяч I ст. Тацит уперше називає народ венедів на території сучасної Польщі, який жив на схід від германських племен.
Починаючи з V ст. слов'яни заселяють територію Польщі після падіння імперії гунів та після відходу германців. Поширюється празька культура давніх слов'ян. У 6-7 ст. у північно-західних областях Польщі поширилась суковсько-дзедзицька культура предків поляків.

## Держава П'ястів (960–1385)
Першим достовірним князем польської держави був Мешко I (960–992) з роду П'ястів. За нього держава дістала назву Польща, а її населення (дещо згодом) — збірну назву «поляки». Уперше загальна назва народу трапляється в документах поч. ХІ ст., а остаточно утверджується в ХІІІ — XV ст., хоча ще протягом тривалого часу зберігався поділ на мовно-діалектні й етнографічні регіони. У джерелах трапляється також назва «ляхи», «лєхіти», що походить від східнослов'янської назви польських племен.

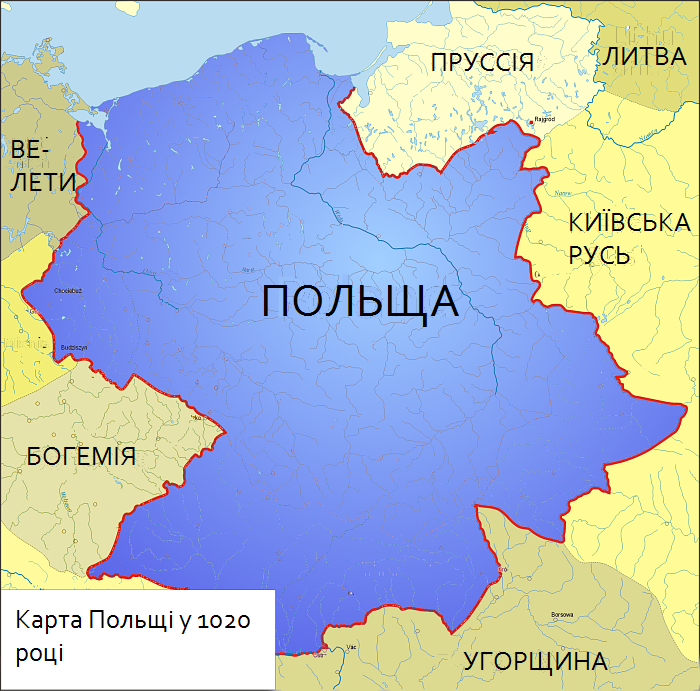
Карта Польщі у 1020 році

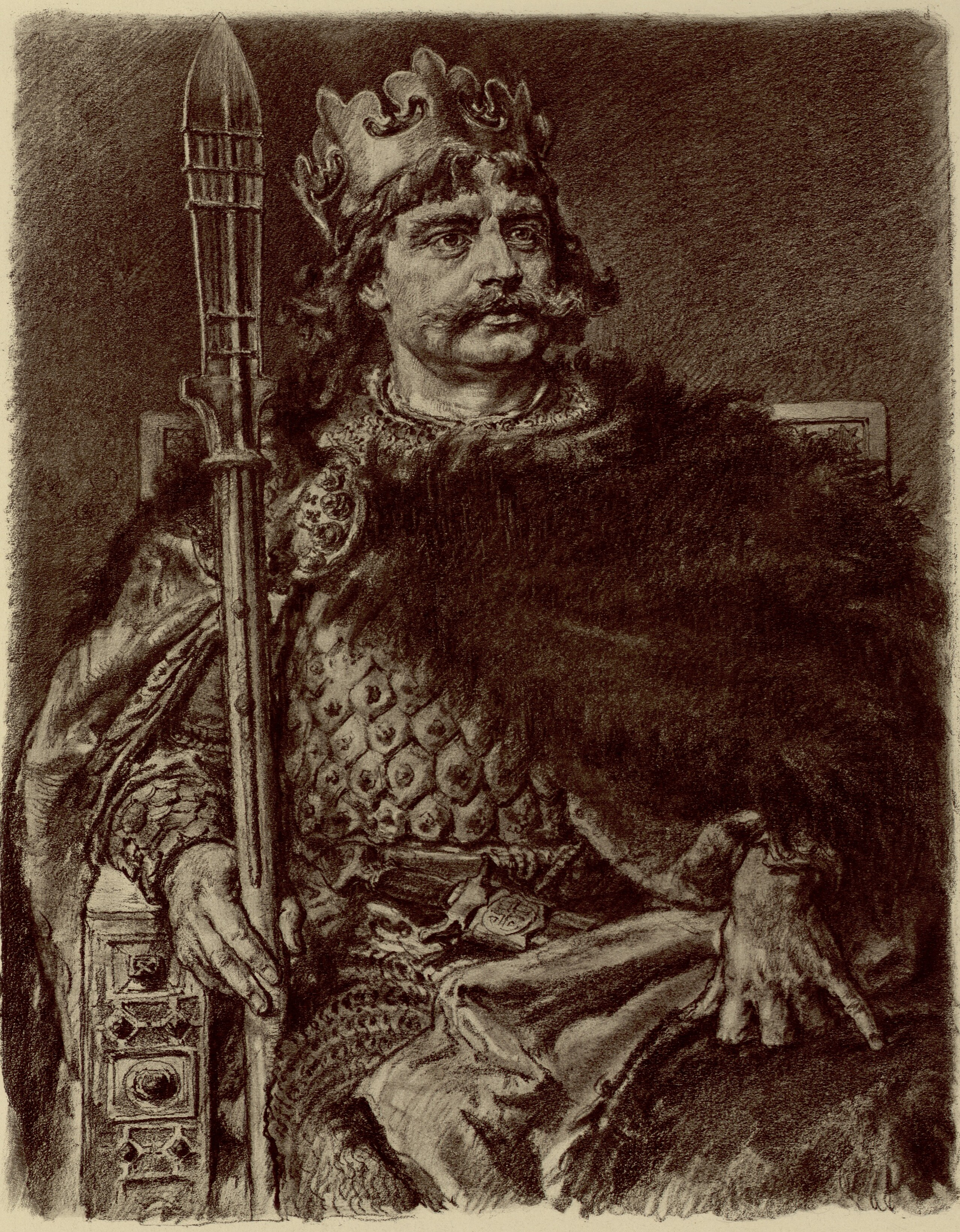
Болеслав Хоробрий

Після шлюбу Мешка з чеською принцесою Дубравкою, він у 966 році навертається до християнства. Ця подія підняла політичну вагомість Мешка як рівноправного європейського монарха і вважається датою заснування Польської держави. У Дубравки і Мешка народилось було двоє дітей: Болеслав I Хоробрий і дочка Святослава, дружина короля Швеції Еріка VI Переможного, після смерті якого стала дружиною данського короля Свена I Вилобородого.
Того ж року в Польщі було запроваджене християнство римського обряду з власним єпископатом у Познані, що мало велике значення для престижу країни, а також внутрішньої інтеграції населення. У період правління Мешка І і його наступника сина Болеслава І Хороброго (967–1025) завершилось територіальне об'єднання польських земель. На заході Мешко І вів постійну боротьбу з німецькими володарями, які прагнули поширити свої впливи на західнослов'янські племена. Особливо гостра і тривала боротьба точилась із Німецькою імперією за Помор'я. Але згодом Мешко стає «другом імператора» Оттона I (особиста відданість, немає ленних відносин). 985 року Мешко складає присягу Оттону III, однак передає свою країну під покровительство папи. На сході Польща зіткнулася з об'єднавчими зусиллями Київської Русі, котра консолідувала східнослов'янські племена. Об'єктом суперечок були землі русько-польського пограниччя (Червенські міста, Перемишль). На півдні Мешко І 990 приєднав Сілезію, а потім Малопольщу з Краковом, що викликало конфлікт з Чехією. За правління у 992–1025 роках Болеслава І Хороброго Польща зміцнилась і дістала міжнародне визнання, складаються дружні відносини з Німецькою імперією. Його дочка Регінліндас одружується з маркграфом Германом І Мейсенським. Панування Польщі над західними слов'янами забезпечується здобуттям Кракова і підкоренням віслянських племен. 1000 року утворюється архієпископство в Гнєзно як самостійної церковної польської провінції з єпископатами у Вроцлаві, Кракові й Кольберзі. Оттон ІІІ бере участь як прочанин біля могили єпископа Адальберта Празького в церемонії віднесення до лику святих. 1002 року Болеслав відвертається від універсальної ідеї християнської держави і провадить політику в польських інтересах, спрямовану проти Богемії та Священної Римської імперії. У 1003–1018 роках — конфлікти зі Священною Римською імперією. План західнослов'янської єдиної держави під польським керівництвом, спрямований проти концепції німецької східної політики. Розгортається боротьба за землю лютичів, Лужицю, за Мейсенську марку і Богемію. 1013 року Болеслав визнає ленне верховенство німецького короля. 1018 року укладено Бауценський мир (Лужиця і землі мільценів Болеслав дістає як імперський лен). Князь прагнув розширити володіння на південь у Чехію і на схід — на Русь, де активно допомагав своєму зятеві Святополку Володимировичу утвердитись на київському престолі (походи 1013 і 1018). Вважається, що саме 18 квітня 1025 року у Гнєзно короновано князя Болеслава П'яста, відомого як Болеслав I Хоробрий, який став першим монархом в історії Польщі.
На підставі княжого права, володар обкладав населення натуральними данинами і повинностями, сприяв розвитку промислів, ремесла, зміцнював гроди — укріплені центри ремесла і торгівлі. Поступово сформувався стан земельних власників і лицарів — шляхта. Вона не була однорідною, її очолювали можновладці, наближені до короля, нижчий щабель займали дрібні лицарі — влодики. Можновладці рано виявили прагнення обмежити своє коло за допомогою створення геральдичних родів. Селянство — кмети — було залежним тільки від короля. Розпочався процес зосередження земель у руках можновладців і церкви (костьолу). Адміністративно держава поділялася на провінції, останні — на міські округи на чолі з каштелянами. Король здійснював контроль над адміністрацією, подорожуючи країною. Столицею було Гнєзно, потім Познань, а з серед. 11 ст. — Краків.
Після Болеслава І розпочалась боротьба за королівський престол між спадкоємцями, яка збіглася зі зміцненням можновладців і феодального лицарства. Терен держави перетворився в арену численних міжусобних війн, в яких претенденти не рідко зверталися по допомогу до сусідніх держав. У міжусобну боротьбу польських князів часто втручались споріднені з ними руські князі, особливо їхньої галицької гілки. Галицько-волинський князь Роман Мстиславич (син польської князівни Агнешки) допоміг Казиміру II Справедливому утвердитись у 1191 в Кракові, разом з ним ходив у походи на ятвягів; згодом допоміг своєму союзнику Лешкові Білому посісти краківський престол.
1025–1034 роки — правління Мєшка II, 1018 року одружений з онукою Оттона ІІ, що 1033 року змушений у зв'язку зі своєю опозиційністю до німецького імператора Конрада ІІ відмовитися від королівської корони і визнати ленну залежність німецького короля. Втрата Померанії, Лужиці і чималих територій між Віслою та Бугом.
1037–1058 роки — правління Казимира I. Язичницькі повстання і напади богемців, котрі переправляють до Праги мощі святого Адальберта й анексують 1038 року Сілезію. Після вигнання, Казимір з німецькою допомогою повертається до своєї країни. З Кракова, нової столиці, провадиться відновлення церкви (німецьке духівництво) і держави (переміщення влади з Великої до Малої Польщі). Повернення Сілезії 1054 року за допомогою німецького імператора Генріха ІІІ. Підо впливом німецького права оформлюються імунітет для церкви, згодом також і для знаті, тобто для колишніх князівських чиновників і почту. Аристократію становлять магнати й шляхта.
1058–1079 роки — правління Болеслава II, що у боротьбі між імператорською і папською владою підтримав папу Григорія VII. Болеславу довелося боротися проти коаліції німецького короля Генріха IV, Богемії та Русі. 1076 року Болеслав коронується на короля, однак невдовзі духовна та світська знать позбавляє його трону.
1079–1102 роки — правління Владислава Германа.
1102–1106 роки — правління Збігнева.
1106–1138 роки — правління Болеслава III. Нове розширення кордонів держави шляхом підкорення 1121 року Померанії і земель між Одером та Ельбою (місія єпископа Оттона Бамберзького 1124–1125 і 1128 років). 1135 року визнання ленного верховенства німецького короля й отримання в лен Західної Померанії. Зі смертю Болеслава відбувається у 1138 році запровадження сеньйорату. Найстарший з династії П'ястів як верховний правитель має одержати Малу Польщу з коронаційною столицею Краковом, інші члени, герцоги, — Сілезію, Мазовію, Куявію, Велику Польщу, Східну Малу Польщу із Сандомиром. Сподіваного посилення єдності не відбувається. Ідея польської єдності далі живе у церковній організації і традиціях великих знатних родів.
1146 року — Владислава, старшого сина Болеслава ІІІ, з допомогою знаті виганяють брати. Він тікає до свояка німецького короля Конрада ІІІ. У 1180 році відбуваються збори польських герцогів і єпископів у Ленчиці, що скасовують сеньйорат і фіксують привілеї духовенства. Єдності Польщі не досягнуто, князівства П'ястів існують паралельно одне з одним. Однак володіння Краковом залишається передумовою відтворення єдності польської держави.

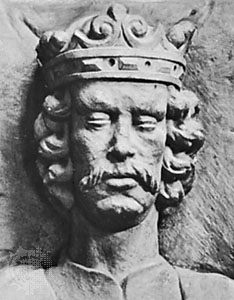
Владислав І Локетек

Період феодальної роздробленості зміцнив феодальну власність на землю, яка сформувалась з домініальної (державної), а не приватної власності, як на заході Європи. 3 12 ст. зростало осадництво в селах і містах вільних переселенців із Західної Європи, які принесли нові форми організації села і міста, що отримали назву «німецького права». Для села було властиве встановлення стабільних грошових повинностей — чиншів, для міста — надання міського права, яке відокремлювало його з системи земельної власності. Феодальна роздробленість привела до утворення численних князівств, тільки Великопольща і Малопольща зберігали відносну єдність. Міжусобиці полегшували експансію на польські землі німецьких держав. У 13 ст. Бранденбург опанував Західне Помор'я, Любуську землю і просувався на схід. З півночі сильний тиск чинили балтійські племена прусів і ятвягів. Для їх стримування та християнізації князь Конрад Мазовецький у 1226 запросив на свої землі (Хельмінську землю) Тевтонський орден. Останній утворив тут свою державу, уклавши союз з орденом мечоносців (1237), і розпочав експансію на землі слов'ян і балтів, користуючись підтримкою імперії і папства. Чехія за династії Люксембургів захопила розрізнені князівства Сілезії (поч. 14 ст.). Протягом 1241 (попри свою перемогу в битві біля Легниці монголи відступають), 1259 і 1287 здійснили кілька походів монголо-татари, яким однак не вдалось опанувати польські землі. Зовнішні небезпеки змушували польських князів шукати шляхів до консолідації сил. 1295 року Пшемисл II, герцог Великої Польщі, намагається відновити єдність за допомогою своєї коронації на короля в Гнезно. Однак 1296 року Пшемисла вбивають. 1300–1305 — правління Вацлава II, що стає королем за допомогою церкви і німецьких бюргерів. Наприкінці 13 — поч. 14 ст. куявськомку князю Владиславу І Локетку (1260–1333) вдалося, після вимирання Пшемислідів у 1306 році та перемоги над удільними князями, об'єднати значну частину польських князівств під своєю владою і 1320 року коронуватися в Кракові. Відбулося відновлення єдності польської держави, однак без Сілезького герцогства, котре відходить до Богемії. Політику дальшого об'єднання польських земель продовжив Казимир III Великий (1333–1370). Він багато зробив для зміцнення центральної влади, поділив країну на воєводства і каштелянства, провів грошову реформу. Казимир III проводив активну зовнішню політику, намагався стримувати експансію німців і хрестоносців. Скориставшись з послаблення Галицько-Волинськоі держави, в 1340 захопив її землі. Казимир III був останнім представником династії П'ястів. Його спадкоємцем став Людовик Угорський з Анжуйської династії (1370–1384), який одночасно був угорським королем. Прагнучи зміцнитись у польських землях, широко роздавав привілеї містам і шляхті (у 1374 Кошицький привілей звільнив шляхту від податків окрім символічних «двох грошей»).

## Династія Ягеллонів 1385–1572

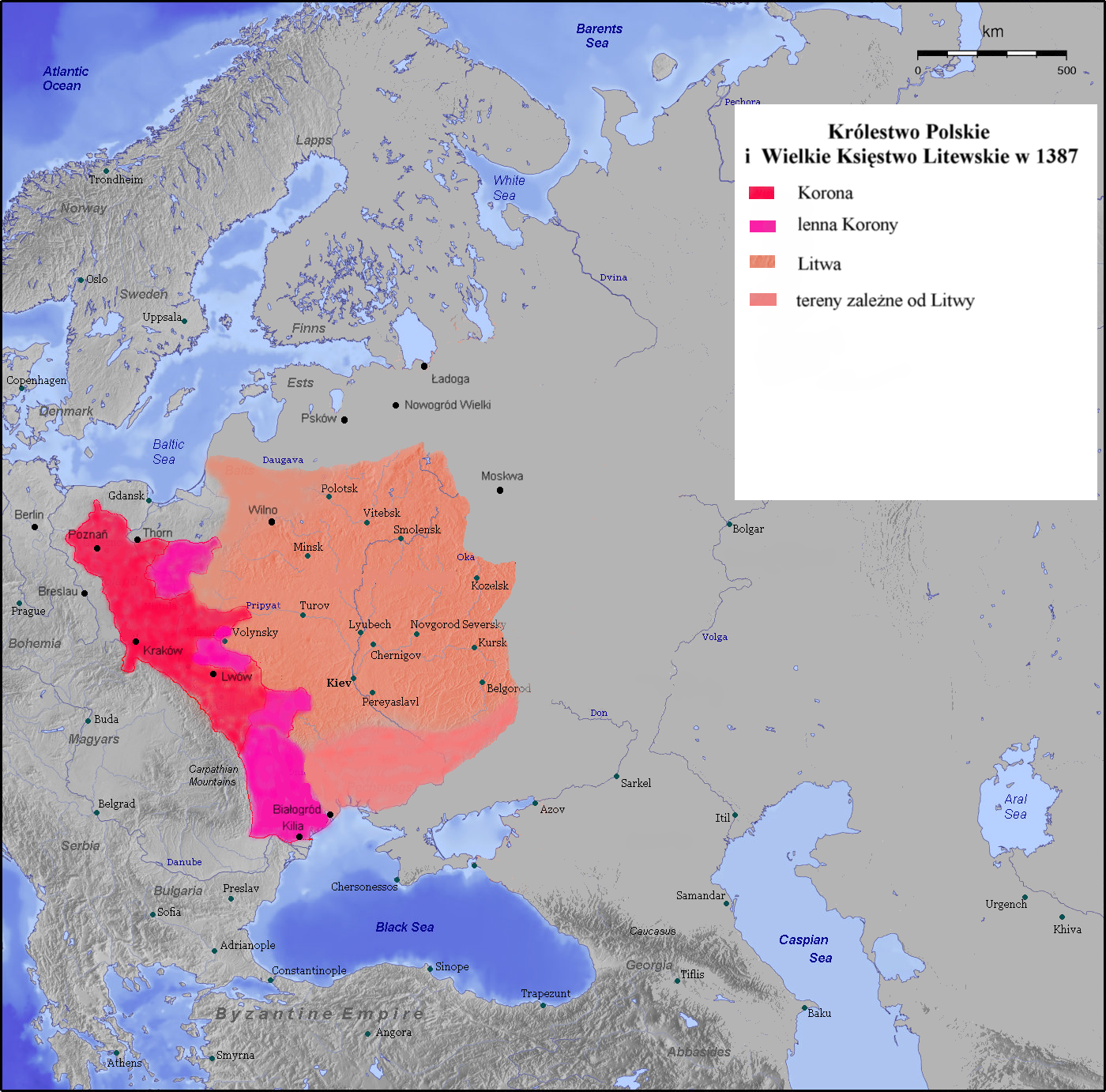

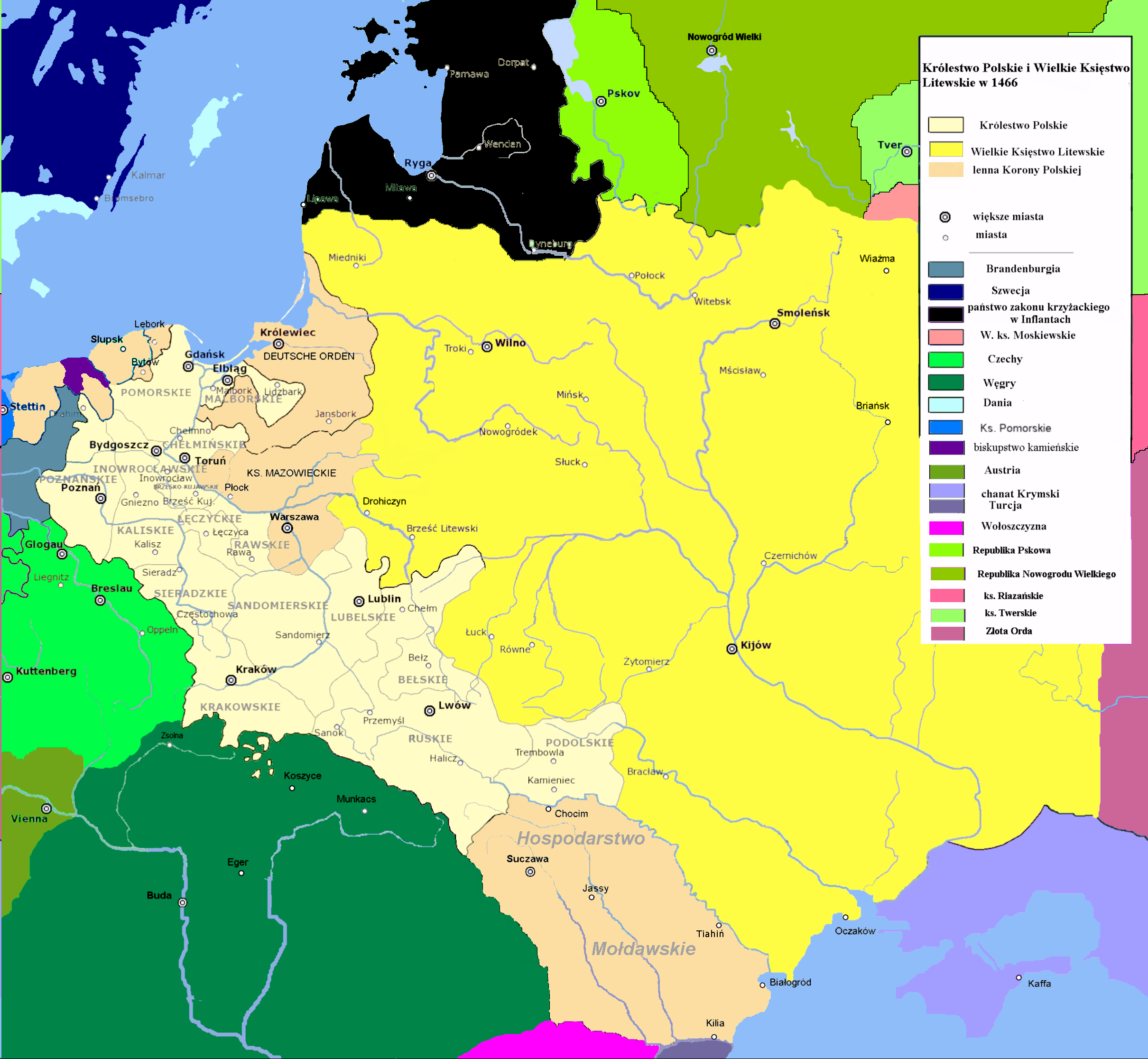

Після смерті Людовика Польща і Литва уклали Кревську унію 1385, а литовський князь Ягайло одружився з дочкою Людовика, прийняв католицтво і під іменем Владислава II Ягайла правив Польщею і Великим Литовським князівством (1386–1434). Ягайло поклав початок династії Яґеллонів. Під його проводом у липні 1410 польсько-литовська армія при підтримці військ з Русі і Чехії завдала нищівної поразки військам ордену хрестоносців, які виступали в союзі із загонами 12 країн католицької Європи (див. Грюнвальдська битва 1410). Ця поразка і наступна Тринадцятирічна війна 1454–1467, що завершилась Торунським миром 1467, остаточно зламали позиції ордену, дозволили приєднати до Польщі Східне Помор'я, Хелмінську землю, західну частину Пруссії і вийти до Балтійського моря, Владислав II і його наступники Владислав III Варненчик (1434–1444), Казимир IV Ягеллончик (1447–1492), Ян I Ольбрахт (1492–1501) продовжували боротьбу з німцями на заході, але водночас все більше уваги звертали на схід. У 1434 Ягайло скасував будь-які автономні права руських земель (Галичина і Волинь), поширив на них польське право, суд і адміністрацію. У 15 ст. поляки брали участь у відсічі турецьким завойовникам, польські королі займали трони Чехії та Угорщини, Прагнучи здобути опору серед шляхти, королі продовжували надавати їй нові привілеї. У 1454 Казимир IV видав Нешавський привілей, який фактично ставив королів у залежність від шляхти. У 15 ст. у Польщі склалась станово-представницька монархія, головними рисами якої були загальні і земельні сейми (з'їзди) шляхти, як станові представницькі органи. Пйорткувський привілей Яна Ольбрахта (1496) надав завершального вигляду польській монархії, її підставою був сейм, що складався з сенату (магнати і королівська адміністрація) і палати послів (посланці шляхетських сеймиків у воєводствах). У 1505 році король Олександр Казимирович запровадив звід законів — Радомську конституцію (Nihil Novi), яка обмежувала королівську владу на користь магнатів і забороняла королю запроваджувати будь-які зміни у державі без згоди сейму.
У 1543 році дозволено вживати польську мову поряд з латинською. Сейм 1552 року визначив, що польська мова є необхіднішою за латинську.
У 16 ст. Польща досягла найбільшої могутності й авторитету, У склад держави увійшла решта земель хрестоносців, а Люблінська унія 1569 безпосередньо включила землі Великого Литовського князівства з обширними теренами України і Білорусі до складу королівства. Польща стала великою багатонаціональною державою, в якій неполяки складали близько половини населення. Загальноєвропейські економічні зрушення, пов'язані із розвитком товарно-грошових відносин, викликали тут складання фільварково-панщинної системи господарства, заснованої на великому земельному володінні і панщинній селянській праці. Ця система зміцнила економічні і політичні позиції шляхти, посилила позаекономічну залежність та політичне безправ'я селянства. Політичний розвиток країни визначався зростанням боротьби короля, магнатів, і шляхетських угрупувань за владу. Поступово помітними ставали переваги магнатів, у тому числі полонізованих українських, які зосереджували в своїх руках величезні земельні володіння, і одночасне послаблення королівської влади. Зі смертю Сигізмунда II Августа (1548–1572) ягеллонська династія припинилася. Цим скористалась шляхта, обравши на престол Генріха Валуа (1573–1574) — представника французької королівської династії (майбутнього короля Генріха III), який на її вимоги затвердив «Генріхові артикули», що підтвердили усі привілеї і права шляхти, навіть дозволивши їй виступати із зброєю проти короля.

## Річ Посполита

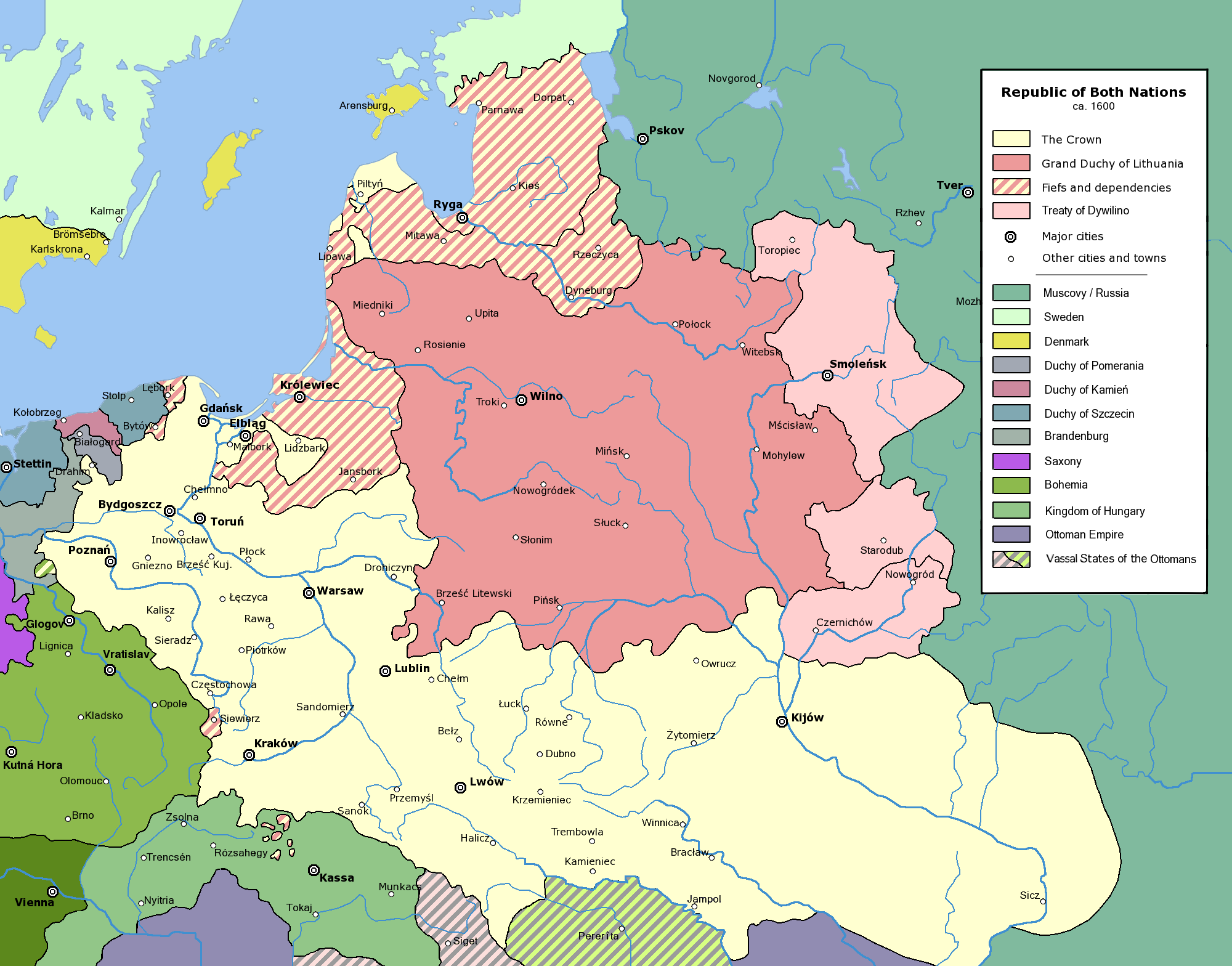

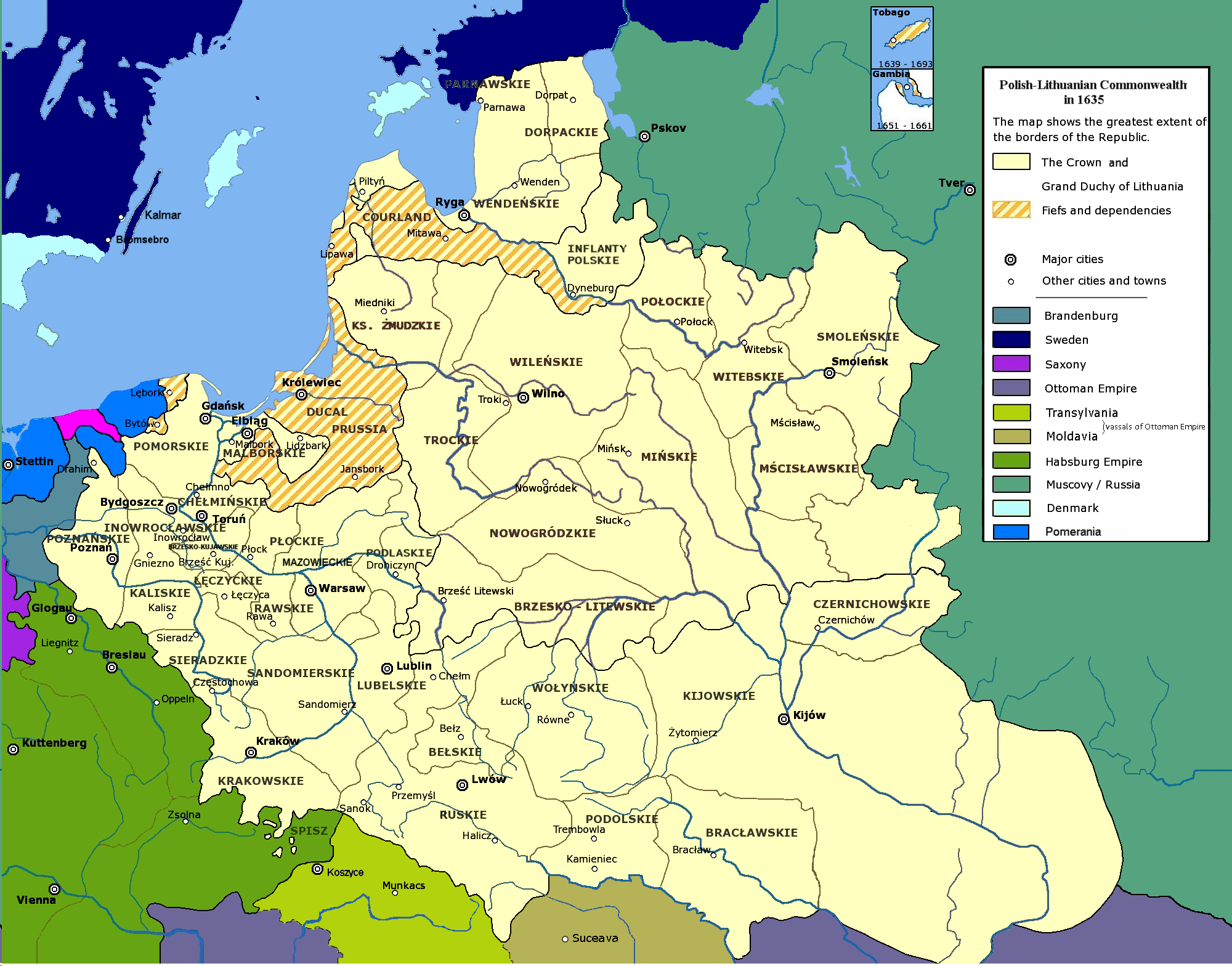

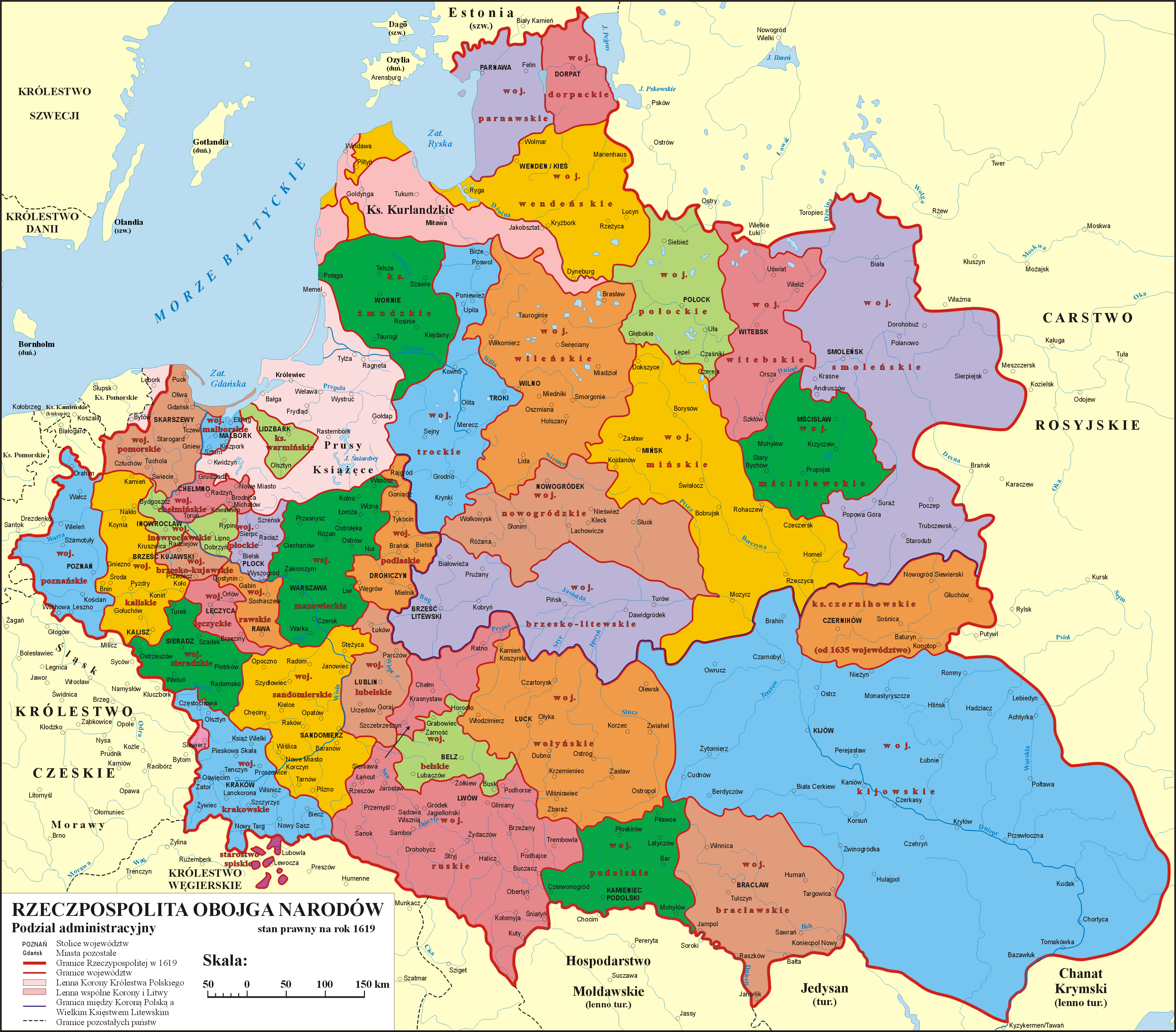

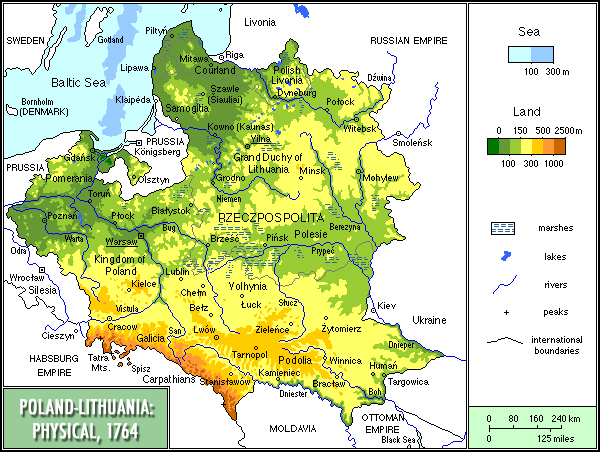
Польща, 1686—1770

Устрій, що склався у 16 ст., отримав назву «шляхетської демократії», а сама держава стала називатись Річ Посполита (республіка) Польська (1569). Столиця перемістилась у Варшаву.
Станова демократія створювала ґрунт для поширення анархії і свавілля різних шляхетських угрупувань, які вели боротьбу за владу. Спроби зміцнити королівську владу, до яких вдались Сигізмунд I старий (1506–1548) і особливо його дружина Бона, наштовхнулись на збройний опір шляхти  — «рокош». Тільки найосвіченіші поляки (Анджей Фрич Моджевський, Петро Скарґа і ін.) бачили небезпеку послаблення королівської влади і розповзання шляхетської анархії, їм вдалось обрати королем семиградського князя Стефана Баторія (1576–1586). Але наступний король зі шведської династії Вазів Сигізмунд ІІІ Ваза (1587–1632) виконував волю магнатських угрупувань. В цей час Польща зазнала інтервенції з боку австрійського претендента на польський престол, яка отримала назву «Війна за польську спадщину».
У 1525 році а міській площі Кракова герцог Пруссії Альбрехт Гогенцоллерн привселюдно виголосив васальну присягу королю Польщі Сигізмунд I старому.
У 16 ст. серед значної частини шляхти і міщан поширилися ідеї реформації. Ці ідеї зродили у Польщі радикальні форми протестантизму у вигляді діяльності громад «польських братів» або аріан, які висували програму соціальної рівності й скасування феодальних відносин. Контрреформація і наступ католицизму, особливо діяльність єзуїтів, поступово повернули провідні ідейні позиції костелу у польському суспільстві і навіть дозволили поширити впливи на схід, де панувало православ'я. В 1596 у Бресті була схвалена церковна унія, що утворила на українських і білоруських землях греко-католицьку церкву, підпорядковану Римському Престолу (Берестейська унія 1596).
Зовнішня політика Речі Посполитої була цілком звернута на схід, в той час як на заході зростали апетити німецьких родів. Недалекоглядний Сигізмунд ІІІ Ваза дозволив утвердитись у Пруссії родині Гогенцоллернів. На сході Польща зіткнулась із зростаючими впливами Московської держави. Протягом 16 ст. відбулось 6 тривалих війн між суперниками за прибалтійські землі, з яких найбільш виснажливою була Лівонська війна 1558—1583. У боротьбі за Прибалтику Польща зустріла нового противника — Швецію. На поч. 17 ст. польські війська здобули декілька перемог над шведами, активно втручались у справи Московії під час т. зв. «смутного часу». У 17 ст. внутрішнє і зовнішнє становище Речі Посполитої погіршилось. Королі з династії Вазів — Владислав IV Ваза (1632–1648), Ян II Казимир (1648–1668), а потім і «власні» володарі Михайло Корибут Вишневецький (1669–1673), Ян III Собеський (1674–1696) були змушені підпорядковуватись різним магнатським угрупуванням і партіям, які виступаючи під гаслами збереження «золотої вольності» використовували право одноголосності при прийнятті рішень у сеймі («ліберум вето») і право створення конфедерацій (союзів) проти короля. Військові успіхи Яна Собеського у боротьбі з Туреччиною зміцнили авторитет короля, який, однак, виявився недостатнім для посилення королівської влади. За правління короля саксонської династії Веттинів Августа II Фридерика (1697–1733) внутрішня боротьба досягла апогею.
На внутрішньому розвиткові Польщі згубно відбились зовнішньополітичні події. Тридцятирічна війна 1618–1648 за гегемонію в Європі зміцнила позиції Франції і Швеції. На південному сході Польща змушена була постійно стримувати експансію Османської імперії, на сході тривали сутички з Московським царством за Смоленщину, на півночі довелось поступитись Інфляндією на користь шведів. У 1648 вибухла національно-визвольна війна українського народу під проводом Богдана Хмельницького 1648–1657, яка різко послабила військові можливості Польщі. Після Переяславської угоди 1654 Богдана Хмельницького з московським царем розпочались війни Речі Посполитої з об'єднаними силами Гетьманщини і Московії. У 1655 польські землі були окуповані шведами, а Ян Казимир втік у Сілезію. Боротьбу з окупантами очолив гетьман Стефан Чарнецький, якому вдалося витіснити шведів у Помор'є. Скориставшися з послаблення Польщі, бранденбурзький правитель Фрідріх Вільгельм оголосив про відокремлення Пруссії від Речі Посполитої. Польсько-шведська війна завершилась миром в Оліві (1660). Московсько-польська війна завершилась Андрусівським перемир'ям 1667, за яким українські землі були поділені між Польщею і Московською державою. Польсько-московське зближення, спрямоване проти Туреччини, знайшло вияв у підписанні «Вічного миру» 1686 — Гримултовських трактатів.
У 1672 розпочався тридцятирічний період війн з Туреччиною. Видатну роль в них зіграв король і полководець Ян III Собєський, котрий здобув чимало перемог над турецькими військами, з яких найславнішою була битва під Віднем в 1683. Новий польський король Август ІІ Фрідерік втягнув країну у Північну війну 1700–1721 проти Швеції. Шведські війська опанувавши значну частину польських земель, сприяли обранню на трон молодого магната Станіслава Лещинського. Тільки розгром шведської армії у Полтавській битві 1709 змусив їх залишити польські землі. Натомість значно зросли могутність і впливи Московії, Пруссії, а на півдні — монархії Габсбургів.
З середини 18 ст. у польські землі активно проникали ідеї Просвітництва, які породжували тенденції до суспільних реформ. За часів Август ІІІ Фрідерік (1733–1763) знову посилилась боротьба магнатських угрупувань. Табір Чорторийських прагнув перетворити Польщу у сильну аристократичну державу, розраховуючи на підтримку Російської імперії. Йому протистояв табір Потоцьких, котрий намагався зберегти магнатську олігархію, орієнтуючись на Прусію.
Після смерті Августа III за сприяння російської імператриці Катерини II польським королем було обрано прихильника реформ Станіслава Августа Понятовського (1764–1795). Він почав здійснювати реформи в адміністрації, фінансах, освіті. Ці заходи короля викликали незадоволення магнатів, котрі під керівництвом Карола Станіслава Радзивілла і за підтримкою Російської Імперії утворили антикоролівську конфедерацію у Радомі (1767). Відкрите втручання Російської Імперії у польські справи, підтримка православних «дисидентів» викликали утворення в м. Бар (на Поділлі) нової шляхетської конфедерації, що спиралась на підтримку Австрії і Франції (див. Барська конфедерація, 1768). Терен Речі Посполитої перетворився в арену гострої боротьби протилежних угруповань, підтримуваних європейськими державами.
У цих умовах пропозиція пруського короля Фрідріха II про поділ польських земель знайшла сприятливий ґрунт, і в 1772 Пруссія, Австрія і Росія підписали трактат про поділ польських земель, за яким у Польщі були забрані Помор'я, Куяви, частина Великопольщі, Малопольща і Галичина, східна Білорусь. У 1773–1792 королю і прибічникам реформ вдалось здійснити ряд суттєвих змін, що зміцнювали державу. Чотирирічний сейм (1788–1792) за ініціативою групи патріотичних реформаторів, очолюваних Гуго Коллонтаєм, ухвалив 3.5.1791 Конституцію, яка запроваджувала конституційну монархію, особисті свободи і рівні права усім громадянам.
У відповідь на це консервативні шляхетські кола утворили в 1792 Торговицьку конфедерацію і закликали на допомогу російську армію. Втручання сусідів привело до другого поділу Польщі, затвердженого сеймом у м. Гродно 1793. Від Речі Посполитої відійшли вся Великопольща і частина Мазовії, всі українські й білоруські землі.
Відповіддю на другий поділ стало визвольне повстання, яке очолив військовий інженер Тадеуш Костюшко. Патріотична шляхта, міщани і певна частина селянства спочатку домоглись успіхів, але незабаром були розгромлені російською (Олександр Суворов) і пруською арміями. Після придушення повстання у 1795 Росія, Австрія і Пруссія здійснили третій поділ Польщі, після чого вона припинила державне існування. Переважна більшість польських земель опинилась під владою Пруссії, яка здійснювала на цих землях політику колонізації і онімечування. Австрія утворила на захоплених землях Королівство Галичини і Лодомерії, яке складалось з української і польської частин. Під владою Росії опинилися переважно непольські етнічні землі, на яких основну масу землевласників складала польська шляхта і магнати.

## Розділена Польща (1795—1918)
Див. докладно: Історія розділеної Польщі

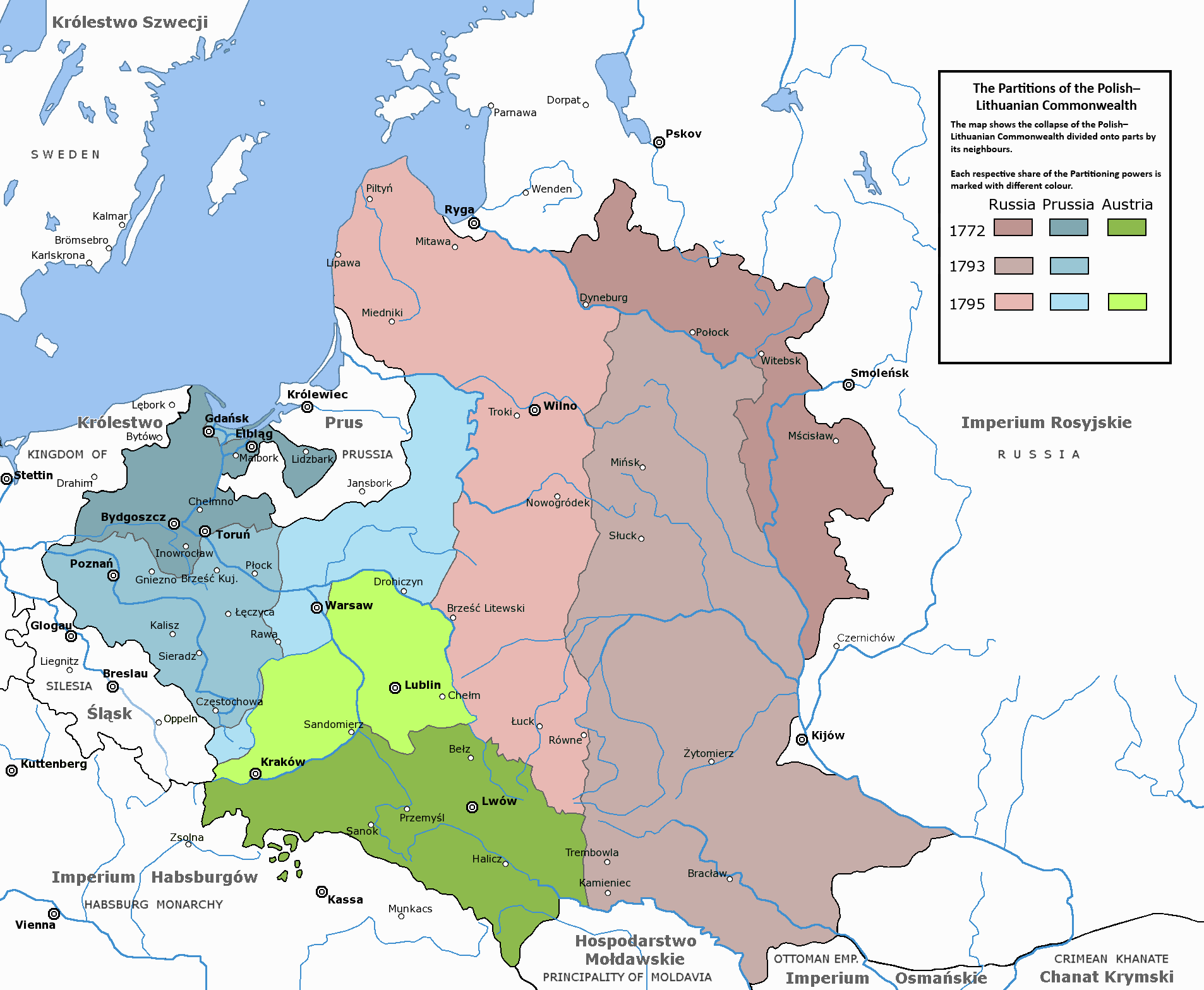

Втрата політичної незалежності Польщі спонукала польське суспільство до розгортання національно-визвольної боротьби за відновлення державності, рушійною силою якої стала патріотична шляхта. На польських землях визвольний рух вилився у діяльність конспіративних клубів, культурних товариств, таємних військових організацій. Серед емігрантських кіл у Франції з'явились осередки, що будували плани досягнення незалежності при допомозі французького уряду. У 1797 генерал Ян Домбровський почав створення польських легіонів під протекторатом Наполеона І Бонапарта. Легіони воювали на боці Наполеона в Італії, на о. Сан-Домінго (Гаїті).
У 1807 після розгрому Пруссії Наполеон проголосив на частині польських земель Варшавське князівство під своїм протекторатом і «дарував» йому Конституцію — «Кодекс Наполеона», яка запровадила рівність усіх громадян, особисту свободу селян, надала право творення державних структур. У 1811 селяни були звільнені від панщини за викуп і отримали право набувати землю у власність.
Поляки воювали на боці Наполеона у війні з Росією (корпус Юзефа Понятовського). 1813 року російська армія окупувала князівство. На Віденському мирному конгресі 1815 польські землі були знову переділені. Варшавське князівство перейшло до Росії під назвою Королівства (Царства) Польського. Офіційне проголошення Королівства Польського (в народі «конгресового») відбулось у червні 1815. Королем став російський цар Олександр І.
Незабаром царський уряд дарував королівству конституцію, яка забезпечувала певну автономію (сейм, уряд, армія, польська мова, демократичні свободи). Конституційний устрій королівства був несумісний з абсолютистськими порядками Росії.
| | \| Конституція 1815 року, формально ніяким актом не скасована, була просто залишена поза увагою. «Я отримав ковчега з небіжчицею конституцією, за котру вельми вдячний, вона зволить спочивати тут у Збройовій Палаті»— жартував з цього приводу Микола I у своєму листі від 15 листопада 1831 р.[2] \| Оригінальний текст (рос.) Конституція 1815 года, формально никакимъ актомъ не отмѣненная, была просто оставлена без всякаго вниманія. "Я получилъ ковчегъ съ покойницей конституціей, за которую благодарю весьма, она изволитъ покоиться здѣсь въ Оружейной Палатѣ"— шутилъ по этому поводу Николай I въ своемъ письмѣ отъ 15 ноября 1831 г. |
| Конституція 1815 року, формально ніяким актом не скасована, була просто залишена поза увагою. «Я отримав ковчега з небіжчицею конституцією, за котру вельми вдячний, вона зволить спочивати тут у Збройовій Палаті»— жартував з цього приводу Микола I у своєму листі від 15 листопада 1831 р. | |

Російська адміністрація почала рішуче обмежувати автономні права. У патріотичному середовищі сформувались таємні організації студентів («Панта коїна», Спілка вільних поляків, Товариство філоматів, Спілка філаретів), польських масонів, утворилось таємне Патріотичне Товариство (1821) на чолі з майором Валерим Лукасіньським, котре у тісному контакті з російськими декабристами розпочало підготовку до повстання. Однак обидві організації були розгромлені царизмом.
У 1828 група військових зі школи підхорунжих піхоти у Варшаві під керівництвом Петра Висоцького утворила нову таємну організацію для підготовки повстання. Під впливом революційних подій в Європі в ніч з 29 на 30.11.1830 змовники розпочали повстання у Варшаві і здобули місто. Влада перейшла до національного уряду, контроль над яким залишався в руках аристократичних кіл. Радикально-демократичні сили утворили під керівництвом історика Йоахіма Лелевеля Патріотичний клуб, через який поширювали ідеї глибоких суспільних реформ. Уряд і призначувані ним диктатори намагались уникнути реформ, зокрема розв'язання селянського питання, спертись на підтримку іноземних держав. Не вдалося поширити повстання на інші землі колишньої Речі Посполитої (зокрема українські, білоруські, литовські) і залучити до повстання місцеву польську шляхту. У польсько-російській війні, що розпочалась навесні 1831, польська армія зазнала поразки, і повстання було придушене (див. Польське визвольне повстання 1830-31).
У своїй ноті від 3-го липня 1832 року лорд Пальмерстон, на підставі усіх фактів правління Росією Царством Польським після повстання, прийшов до висновку:
| | \| «Знищення польської армії, запровадження як офіційної — московської мови, переведення з Царства до Росії громадських бібліотек та наукових колекцій, закриття багатьох шкіл, примусове переселення до Росії великої кількості дітей польських під приводом виховання їх казенним коштом, заслання безлічі польських сімей до віддалених губерній Росії, значний та суворий рекрутський набір, призначення на посади безлічі московських чиновників, нарешті втручання у справи національної церкви — все це свідчить про намагання уряду знищити політичну національність у Польщі й перетворити поступово її в московську провінцію.»[2] \| Оригінальний текст (рос.) "Уничтоженіе польской арміи, введеніе въ качествѣ офиціальнаго—русскаго языка, переведеніе изъ Царства въ Россію общественныхъ библіотекъ и научныхъ коллекцій, закрытие многихъ школ, насильственное переселеніе въ Россію большого количества дѣтей польскихъ подъ предлогомъ воспитанія ихъ на казенный счетъ, ссылка множества польских семействъ въ отдаленныя губерніи Россіи, значительный и строгій рекрутскій наборъ, назначеніе на должности массы русскихъ чиновниковъ, наконецъ вмѣшательство въ дѣла національной церкви—все это свидѣтельствует о стремленіи правительства уничтожить политическую національность въ Польшѣ и превратить ее постепенно въ русскую провинцію" |
| «Знищення польської армії, запровадження як офіційної — московської мови, переведення з Царства до Росії громадських бібліотек та наукових колекцій, закриття багатьох шкіл, примусове переселення до Росії великої кількості дітей польських під приводом виховання їх казенним коштом, заслання безлічі польських сімей до віддалених губерній Росії, значний та суворий рекрутський набір, призначення на посади безлічі московських чиновників, нарешті втручання у справи національної церкви — все це свідчить про намагання уряду знищити політичну національність у Польщі й перетворити поступово її в московську провінцію.» | |

Ще 1833 року у Царстві Польському був оголошений воєнний стан, що потім не скасовувався понад 20 років. Управління мало характер військової диктатури, на чолі якої стояв царський намісник. У воєводствах, що 1837 року були перейменовані на губернії, вищу владу мали військові начальники.
Особливої уваги надавали шкільній справі. Університети Варшавський та Віленський були закриті, така ж доля спіткала кременецький ліцей. Віленська медично-хірургічна академія була закрита 1842 року. 1839 року департамент освіти перетворений на Варшавську навчальну округу, цілком залежну від російського міністра народної освіти. Молоді було заборонено виїжджати на навчання за кордон. «Товариство друзів науки», засноване у часи пруського панування, було закрите. Було скорочене число гімназій і до них заборонено приймати дітей не дворян. Тиск цензури став жахливим: не лише твори, але й такі імена як Міцкевич, Красинський, Словацький, Мохнацький, Левелєв— суворо заборонено було згадувати. Ще жорстокішим був режим адміністративного свавілля і мстивих репресій по відношенню до «повернених від Польщі губерній» — земель, заселених в основному українцями та білорусами.
Після цього в еміграції опинилась нова хвиля поляків, які продовжували боротьбу за незалежну Польщу. Утворилось два головних табори: консервативний («Готель Лямбер») на чолі з Адамом Чарторийським, який передбачав відбудову польського королівства з допомогою європейських держав, і демократичний (Польське Демократичне Товариство), який вбачав майбутню Польщу демократичною республікою. До другого табору був близький радикальний напрям (Люд Польський), який вимагав відбудови незалежної країни на засадах утопічного соціалізму. Найвпливовіше Польське демократичне товариство і його військові структури налагодили зв'язки з таємними організаціями в польських землях і готували збройне повстання. Сприятливі умови для повстання склались в другій пол. 40-х рр. 19 ст., коли в Європі назрівали демократичні революції. Центром повстання повинен був стати Краків, який після 1815 мав статус «вільного міста». Звідти повстання мало поширитись на Королівство Польське, Познанщину, а також Україну, Білорусь і Литву. Змовники були викриті у Познані, Галичині, Кракові. Однак у кін. лютого 1846 повстання вибухнуло у Кракові. Національний уряд на чолі з диктатором Яном Тисовським проголосили маніфест, котрий обіцяв скасування панщини і демократичні права всім верствам. У боротьбі з повсталими австрійський уряд використав соціальне незадоволення галицьких селян, які почали громити маєтки і загони польської шляхти при мовчазному потуранні влади. Повстання захлинулось. Краків був переданий до складу Австрії. Невдача 1846 спричинила відносну слабкість польського національно-визвольного руху під час Революції 1848–1849 в Австрійській імперії. У Галичині під впливом революційних подій в Австрійській імперії польські демократичні сили навесні 1848 виступили з вимогами надання краю автономних прав, створили Національну раду і національну гвардію. Але на противагу полякам з окремими національними вимогами в Галичині виступили українські кола, що утворили політичну організацію — Головну Руську Раду. Австрійська влада, вміло маніпулюючи польсько-українськими суперечностями, восени того ж року розігнала як польський, так і український патріотичні табори. Єдиним здобутком революції було скасування панщини і наділення селян землею.
Польські землі під владою Пруссії увійшли в склад різних провінцій, 3 частини великопольських земель було утворено Велике Познанське князівство, яке тривалий час зберігало певну автономію. Урядові реформи 1823–1826 звільнили селянство від панщини і феодальної залежності, але за рахунок втрати значної частини землі на користь поміщиків-юнкерів (викупні операції). Промисловість, за винятком Верхньої Сілезії, розвивалась дуже повільно. З 1831 прусські владні кола розпочали курс на поступову інтеграцію Познанщини у Прусію. Навесні 1848 Прусію охопили революційні події. Страх перед інтервенцією з боку Росії змусив німецьких демократів піти на поступки полякам і навіть дозволити їм утворити свою армію у князівстві на чолі з ген. Людовик Мерославським. Виник Центральний Національний Комітет, який прагнув відігравати роль польського уряду. Проте прусські демократи швидко дійшли згоди з монархією і заборонили діяльність комітету й армії, Спроби піднести повстання закінчилось невдачею — у травні 1848 рештки армії капітулювали.
Польське питання перетворилось у серед. 19 ст. у загальноєвропейське — його розв'язання було тісно пов'язане з усуненням панування в Європі реакційних імперій (Росії, Австрії, Пруссії), які поневолювали численні народи і стримували здійснення демократичних перетворень. Поразка Росії у Кримській війні 1853–1855 викликала гостру внутрішню кризу і посилення демократичного руху в імперії. Ліберальні кола польської шляхти і буржуазії на чолі з маркграфом Олександром Вельопольським, що виступали за реформи і розширення автономії, утворили на початку 60-х рр. 19 ст. т. зв. «партію білих». Одночасно зростали впливи радикально-демократичного табору («партія червоних»), який прагнув відбудувати незалежність і здійснити реформи шляхом збройного повстання (Ян Домбровський та ін.). Вони мали зв'язки з польською еміграцією і російським и революційними демократами. У 1861 «червоні» утворили Центральний Національний Комітет і розпочали підготовку до повстання, яке вибухнуло у січні 1863 (Польське повстання 1863-1864), Комітет перетворився у Тимчасовий Уряд і проголосив скасування панщини і надання землі у власність селянам. Повстання набуло форм партизанської боротьби. «Білі», що приєднались до повстання, намагались надати йому поміркований характер. Царський уряд у березні 1864 оголосив прогресивні укази про земельну реформу у королівстві. Не виправдались сподівання повсталих на міжнародну підтримку. У квітні 1864 було заарештовано останнього диктатора Ромуальда Траугутта. Царизм вдався до суворих репресій проти учасників повстання.
У другій половині 19 ст. зайшли глибокі зміни яку розвитку польських земель, так і на міжнародній арені. У Галицькому королівстві, де поляки й українці складали приблизно рівні частини населення, провідну роль відігравали поміщики і церква, яким належали понад 95 % земель. Після невдачі польських повстань консервативні поміщицькі кола стали на шлях угоди з габсбурзькою монархією, яка погодилася на певні поступки полякам у Галичині, здійснені в ході перебудови імперії на засадах конституції і державного дуалізму (1867). Ці поступки викликали загострення відносин між поляками й українцями. Польські консерватори проводили політику австрославізму, дбаючи про подальше розширення автономії. Становище поляків у Пруссії значно погіршилось після утворення об'єднаної Німецької імперії (1871). Канцлер Отто фон Бісмарк під виглядом «боротьби за культуру» посилив курс на онімечення польських земель. Урядом була створена спеціальна колонізаційна комісія, покликана позбавити поляків власності і передати її німецьким посадникам. Німецький націоналізм значно посилився наприкінці 19 ст., коли була заснована у 1894 Спілка східних теренів (т. зв. «Гаката»). На польських землях у складі Російської імперії поступово була проведена уніфікація адміністративно-територіальних систем, створені губернаторства, підпорядковані варшавському генерал-губернатору, проводилась політика русифікації Натомість бурхливими темпами розвивалась промисловість, кредитно-банківські підприємства. На поч. 20 ст. на терені колишнього королівства вироблялась майже чверть промислової продукції імперії.
Після поразки Січневого повстання на зміну романтично-змовницькій ідеології у суспільній свідомості стали переважати угодовські концепції «органічної праці» для збереження і розвитку національного потенціалу. В умовах посиленої денаціоналізації об'єднавчу і культурно-просвітницьку роль відігравав католицький костел. У 70-80-х рр. 19 ст. в польських землях поширилась соціалістична ідеологія, з'явились соціалістичні організації. З самого початку у соціалістичному русі склались дві течії: національно-соціалістична, яка зв'язувала робітничий рух з традиціями боротьби за незалежність (Б. Лімановський і «Люд Польський»), і соціально-революційна, що ставила на перший план соціальну місію пролетаріату, підпорядковуючи національне питання здійсненню соціальної революції (Л. Варинський і «Пролетаріат»). Соціалістичні організації першої орієнтації заснували 1892 у Парижі Польську Соціалістичну Партію (ППС). Друга течія роком пізніше створила в Женеві Соціал-Демократію Королівства Польського і Литви (СДКПІЛ від 1900). У Галичині соціалістичні організації спочатку створювалися спільно українцями і поляками. Але незабаром їхні шляхи розійшлися і 1892 польські соціалісти організувались в окрему Польську партію Соціал-Демократичну Галичини і Цєшинської Сілезії (ППСД). У 1895 виникла селянська партія — Стронніцтво Людове (СЛ). Наприкінці 19 ст. польська інтелігенція знову звернулась до національних ідей, обґрунтовуючи завдання відбудови Польщі у кордонах 1772. У 1897 з'явилась напівлегальна партія Стронніцтво Демократично-Народове (ендеки). Революційні події 1905 у Росії охопили також польські землі. Ендеки висунули гасло автономії польських земель у складі Росії. Більша частина ППС виступила за поєднання боротьби за національну незалежність з демократичними перетвореннями, інша частина на чолі з Юзефом Пілсудським утворила окрему партію ППС -революційну фракцію, яка взяла курс на національне повстання. Виникли християнсько-демократичні організації. Готуючись до війни, поляки під керівництвом Юзефа Пілсудського створили в Галичині численні воєнізовано-спортивні товариства і законспіровану Польську Військову Організацію (ПОВ). Ендеки на чолі з Романом Дмовським орієнтувались на Росію і країни Антанти, будуючи плани відновлення автономного Королівства Польського в складі Росії.
Перша світова війна 1914–1918 знову поставила польське питання на міжнародній арені. Як Центральні держави, так і Росія обіцяли полякам у майбутньому ті чи інші форми автономії. Юзеф Пілсудський утворив в складі австро-угорської армії польські легіони. Ситуація докорінно змінилась після Лютневої революції 1917 в Росії, коли в документах Петроградської ради і Тимчасового Уряду з'явились заяви про право поляків на державну незалежність. Почалось створення польських військових частин у Росії. У Женеві ендеки в серпні 1917 заснували Польський Національний Комітет на чолі з Романом Дмовським, визнаний країнами Антанти. У Франції було сформовано Польську армію під командуванням генерала Юзефа Галлера. Прагнення поляків до незалежності було відбите у посланні американського президента Вудро Вільсона до конгресу в січні 1918, а також у декреті Раднаркому Росії у серпні 1918. З наближенням поразки країн Четверного Союзу у війні восени 1918 могутній національний рух поляків виявився у заснуванні декількох урядових осередків — у Кракові (Польська Ліквідаційна Комісія), Любліні (Тимчасовий Народний Уряд), Варшаві (Регентська рада і уряд).

## Відновлення Польської держави— II Річ Посполита (1918–1939)

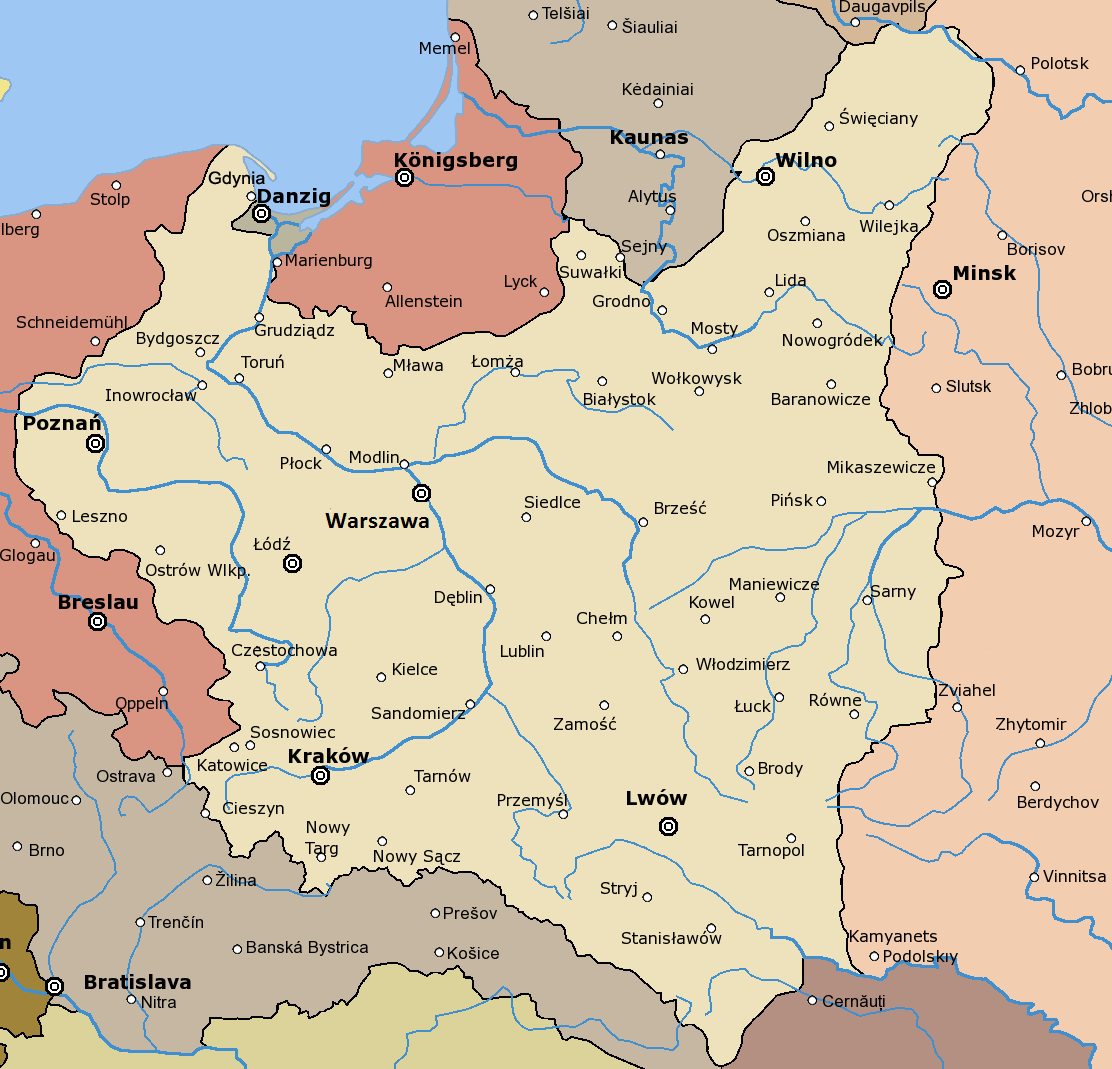

11. 11.1918 у Варшаву прибув звільнений з німецької в'язниці Юзеф Пілсудський, який, спираючись на ПОВ і ліві партії, проголосив відновлення Польської держави. Незабаром він був призначений тимчасовим Керівником Держави. За його дорученням уряд сформував соціаліст Є. Морачевський.
Найскладнішою проблемою відновленої держави була справа її кордонів. Розв'язання її залежало як від волі країн Антанти, так і від можливостей силою зброї поширити державну територію до освячених традицією великодержавності кордонів 1772. На сході Польща у результаті війни з українцями захопила територію Західноукраїнської Народної Республіки і домоглася від Антанти визнання цього загарбання (1923). Після підписання Варшавського договору 1920 з Директорією УНР Юзеф Пілсудський розпочав війну з Радянською Росією (див. Польсько-радянська війна 1920), яка завершилась укладенням в березні 1921 Ризького мирного договору, що залишив західноукраїнські і західнобілоруські землі за П. За Версальським мирним договором 1919 до Польщі була приєднана Познанщина і частина Помор'я з вузьким виходом до Балтійського моря; порт Гданськ (Данциг) отримав статус вільного міста; у Верхній Сілезії, Вармії і Мазурах мав відбутися плебісцит. Проведений в складний час польсько-радянської війни, він віддав перевагу полякам лише на меншій частині цих земель. Лише внаслідок трьох сілезьких повстань (1919–1921) союзні держави погодились на передачу Польщі третини терену Верхньої Сілезії. У жовтні 1920 польські війська захопили у Литви Віленський край. Новостворена держава стала багатонаціональною: національні меншини складали в ній 31 % всього населення. У січні 1919 відбулись перші вибори до Законодавчого сейму; вони принесли успіх правим і центристським партіям — ендекам, християнським демократам, людовцям. Уряд очолив Ігнаци Падеревський. У березні 1921 була схвалена Конституція Польської Республіки, яка встановлювала в країні парламентсько-демократичний устрій. Першим президентом був обраний професор Ґабрієль Нарутовіч, який через тиждень загинув від руки фанатика-ендека. Часто змінювані уряди змушені були шукати шляхів подолання післявоєнної економічної кризи, розв'язання соціальних і національних конфліктів. Уряду економіста Владислава Грабського в 1923–1924 вдалось здійснити ряд фінансових і економічних реформ, які сприяли стабілізації і інтеграції економіки розрізнених земель. У країні розгорнулась боротьба за владу між угрупуванням ендеків і прихильниками Юзефа Пілсудського. У травні 1926 Пілсудський з допомогою армії й при підтримці лівих сил здійснив державний переворот, встановив авторитарний режим «санації» (оздоровлення). Санаційна диктатура прагнула централізувати управління країною, спираючись на військову силу. Діяльність опозиційних партій, які в 1929 утворили блок Централів, всіляко переслідувалась. Економічна криза 1929–1933 викликала численні соціальні конфлікти. Проти українського національного руху застосовувались «Пацифікації» (1930). У 1935 пілсудчики провели через сейм нову Конституцію, яка фактично скасовувала демократичний устрій і встановила диктаторський режим. Після смерті Юзефа Пілсудського у 1936–1937 країну охопила хвиля антисанаційних виступів. Однак група генералів на чолі з Едвард Ридз-Смігли зуміла утримати владу, спираючись на нову урядову партію — Табір Національного Єднання (Озон). У зовнішній політиці Польщі дотримувалась тактики «рівноваги сил», «балансування» між східним і західним сусідами. З приходом до влади в Німеччині Адольфа Гітлера (1933) виникла реальна зовнішня загроза для Польщі Однак міністр закордонних справ Юзеф Бек надалі проводив політику лавірування між Німеччиною і СРСР, унеможливлюючи створення системи колективної безпеки проти агресора, котру намагалась заснувати Франція. Недалекоглядну позицію зайняла Польща у 1938, коли Німеччина анексувала Австрію, а потім за Мюнхенською угодою Третій Рейх, Угорщина та Польща розчленували Чехо-Словаччину. Коли Німеччина в кін. 1938 поставила перед П. неприйнятні вимоги, керівники останньої категорично відмовились від будь-яких союзів з СРСР. Сталінське керівництво навесні і влітку 1939 здійснило різку зміну в зовнішній політиці, відмовившись від непевного союзу з Великою Британією і Францією, заключило агресивний пакт про ненапад з Німеччиною (23.8.1939), який передбачав розподіл сфер впливу в Європі, ліквідацію Польської держави. Пакт відкрив шлях до Другої світової війни («Пакт Молотова — Ріббентропа»).

## Друга світова війна (1939–1945)

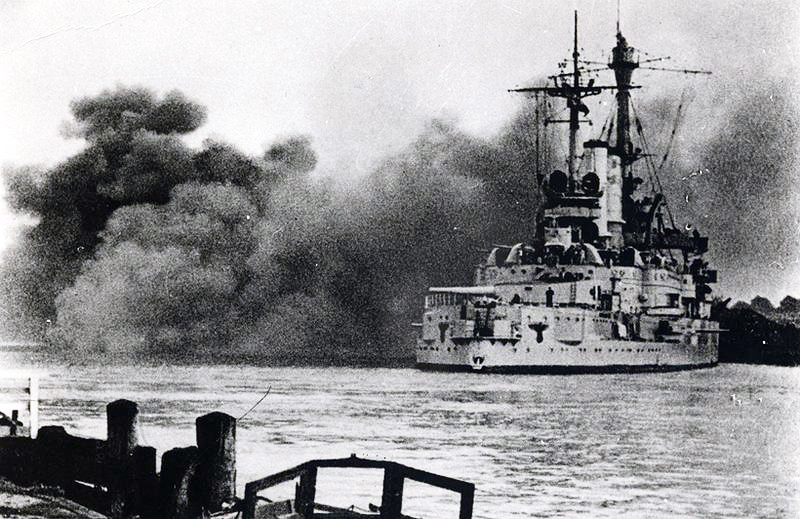
Німецький лінкор Schleswig-Holstein обстрілює поляків 1 вересня 1939

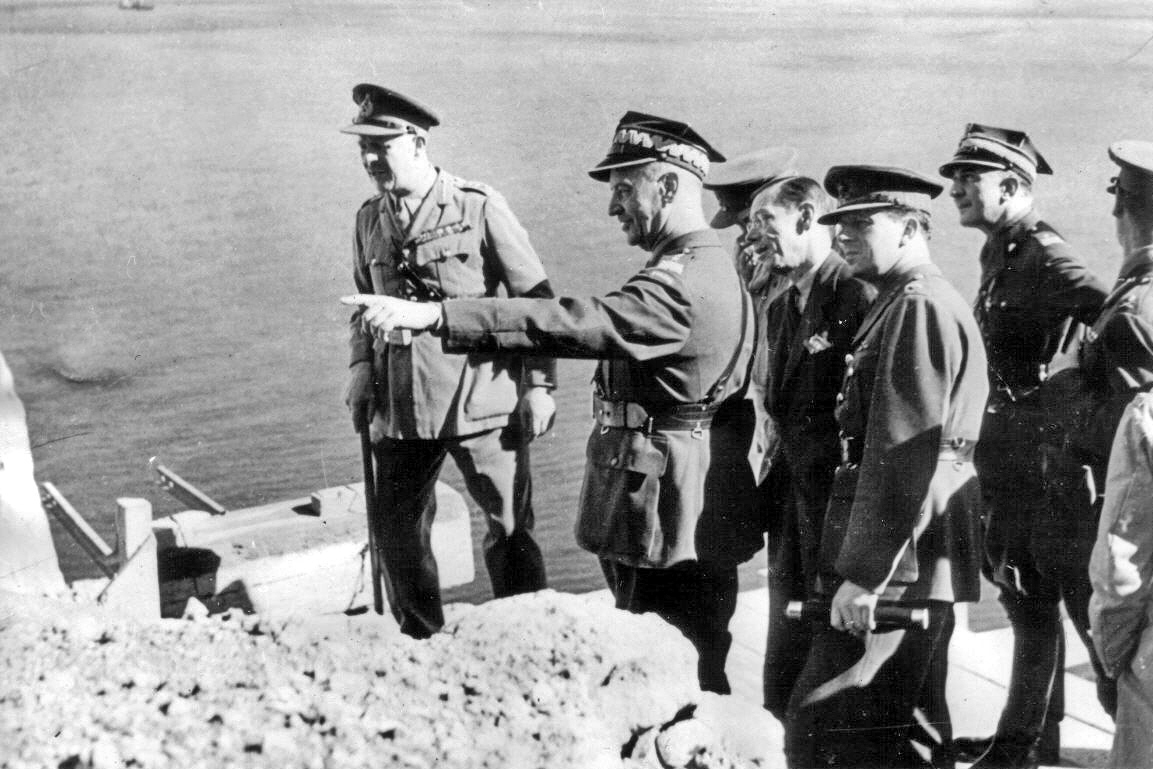
Генерал Владислав Сікорський, Прем'єр міністр Польського Уряду в екзилі та головнокомандувач, незадовго до свої смерті

1 вересня 1939 Німеччина напала на Польщу. Гарантії допомоги Польщі, дані напередодні війни Англією і Францією, виявились химерними.
За короткий час польська армія була розгромлена.
17 вересня Червона Армія, за попередньою домовленістю із Німеччиною, розпочала наступ зі сходу і захопила західноукраїнські й західнобілоруські землі, які незабаром були приєднані до Радянської України і Білорусі. На цих землях сталінський режим чинив численні репресії і депортації польських громадян.
Частина інтернованого польського офіцерства (понад 11 тис.) утримувалась у таборах у Катині, Старобільську, Козельську та ін., а потім (1940) була знищена.
Окуповані Німеччиною польські землі були поділені — західні терени і Сілезія були безпосередньо включені до рейху, на східних — створено Генеральну губернію. Окупаційний терор, пограбування національних багатств викликали стихійний рух Опору. Незважаючи на жахливі обставини окупації, вже восени 1939 р. на території Польщі в умовах глибокого підпілля розгортається Рух Опору.
Польський уряд, очолений генералом Владиславом Сікорським, виїхав через Румунію до Франції, а з 1940 діяв у Лондоні, представляючи інтереси Польщі на міжнародній арені та створюючи польські збройні формування на Заході та у СРСР.
30 липня 1941 польський уряд підписав із СРСР договір про спільну боротьбу з гітлерівцями, за яким на терені СРСР створювалася польська армія. Однак з самого початку між сторонами виникли глибокі суперечності, які змусили польське керівництво вивести створену армію генерала Владислава Андерса на Близький Схід.
Після нападу гітлерівської Німеччини на СРСР (1941) сформувалась антигітлерівська коаліція.
В окупованій Польщі за підтримки уряд Польщі була утворена Армія Крайова (АК).
Керівники СРСР взяли курс на підтримку прокомуністичних сил в окупованій Польщі. На початку 1942 за допомоги ініціативної групи польських комуністів, що прибула з Москви, була створена Польська Робітнича Партія (ППР), котра виступила з програмою активної збройної боротьби з окупантами у союзі з СРСР. З числа польських емігрантів у СРСР була створена керована комуністами Спілка Польських Патріотів (СПП) на чолі з Вандою Василевською 1943. За її ініціативою того ж року була сформована і Польська армія в СРСР.
Корінний перелом у ході війни 1943 року викликав активізацію антирадянських сил в уряді Польщі у еміграції; після того, як німці надали міжнародного розголосу Катинській справі, польський уряд відмовився заперечувати причетність СРСР до розстрілів, як того вимагало керівництво СРСР. Цим скористалось керівництво СРСР для розриву весною 1943 дипломатичних стосунків з емігрантським урядом. Сталін остаточно віддав перевагу підтримці ППР і монтованому нею Національному фронту.
На межі 1943–1944 ППР за участі деяких лівих організацій вдалося створити у підпіллі Крайову Раду Народову (КРН), а також загони Армії Людової (АЛ).
На міжнародних конференціях у Тегерані (грудень 1943) і Ялті (лютий 1945) союзники погодилися з вимогою СРСР про встановлення східного кордону післявоєнної Польщі по «Лінії Керзона», а західного — по ріках Одрі і Нисі Лужицькій; Помор'є і Пруссія теж відходили до Польщі.
Уряд Польщі, що був позбавлений можливості брати участь у цих конференціях, не погоджувався із запропонованими кордонами на сході. Прагнучи утримати владу у Польщі, він розробив план «Бужа», складовою частиною якого було Варшавське повстання, що почалося 1 серпня 1944.
Ще у липні 1944 радянські війська звільнили східну частину польських земель, за їх підтримки у Любліні почав діяти Польський комітет національного визволення (ПКНВ), утворений КРН (до нього увійшли представники ППР і лівих течій ППС і СЛ). Спираючись на Червону Армію і Першу Польську армію у СРСР, ПКНВ не допустив до участі у роботі комітету представників уряду Польщі та деяких партій, що діяли у Польщі. Люблінський комітет уклав угоду із СРСР про східний кордон по «Лінії Керзона», почав проводити земельну реформу. У першій половині 1945 Червоною Армією, за участі польських частин, було завершено звільнення польських земель від гітлерівських військ.

## Польська Народна Республіка 1945–1989

По закінченні Другої світової війни території, позначені сірим, були передані до складу СРСР, території, позначені рожевим, були отримані Польщею від Німеччини.

За рішенням Ялтинської конференції 1945, а потім і Потсдамської (липень-серпень 1945) західний кордон Польщі встановлено по Одрі (Одеру) і Нисі Лужицькій. Одночасно було прийнято рішення про взаємний обмін населенням між Польщею і СРСР (УРСР).
У червні 1945 шляхом залучення деяких поміркованих представників західної еміграції (у тому числі колишнього прем'єра Станіслава Миколайчика) було утворено Тимчасовий Уряд Національної Єдності, який очолив соціаліст Едвард Осубка-Моравський. У наступні роки в країні розгорнулась гостра політична боротьба за владу. ППР і ліві партії (ГІПС, СЛ, СД) спирались на політичну і військову підтримку СРСР. Опозиція, очолювана Польським Стронніцтвом Людовим (ПСЛ) Станислава Миколайчика, підтримувалася збройним підпіллям з загонів колишньої АК. На південно-східних теренах Польщі діяли загони Української Повстанської Армії. У ряді регіонів розгорнулась справжня громадянська війна. Польський народний референдум (червень 1946) про нові кордони й устрій післявоєнної Польщі за офіційними даними приніс перемогу табору ППР, який використав його як репетицію перед виборами до Законодавчого сейму. Вибори відбулись 19.1.1947 під значним політичним тиском правлячого табору і за офіційними результатами принесли переваги політичному блоку, очолюваному ППР. Його представники сформували уряд і обрали президентом комуніста Болеслава Берута. Під диктатом Сталіна в 1947–1948 було здійснено «чистку» в комуністичному таборі, усунуто і репресовано всіх, хто не поділяв сталінської моделі соціалістичного будівництва (Владислав Гомулка та ін.).
У грудні 1948 з ППР і ППС створено єдину Польську Об'єднану Робітничу Партію (ПОРП), яка стала слухняним провідником сталінських ідей ще й у Польщі.
З 1948 взято курс на будівництво «основ соціалізму» за радянським зразком. В умовах «холодної війни» за вимогою СРСР ПОРП спрямувала всі зусилля на розбудову важкої й оборонної промисловості. Склалась централізована бюрократична система управління.
У 1952 сейм ухвалив Конституцію Польської Народної Республіки. Польща опинилася за «залізною завісою». Було розбудовано величезний апарат репресій, що включав ПОРП, органи міліції і безпеки, які діяли під контролем радянських «радників».
Міністром оборони став радянський маршал Костянтин Рокоссовський.
На численних політичних процесах було засуджено сотні польських військових і цивільних осіб за участь у русі Опору і політичній боротьбі після війни.
Після смерті Сталіна (1953) виникли розбіжності у середовищі ПОРП, які посилились після XX з'їзду КПРС (1956), що засудив культ особи Сталіна і висловився за повернення певних демократичних інститутів. Влітку 1956 політична криза в Польщі досягла апогею. У країні відбулись численні страйки і демонстрації робітників. Найбільшого розмаху страйковий рух набув у Познані в кінці червня 1956. Політична криза завершилась зміною керівництва ПОРП і держави та поверненням до влади Гомулки. Нове керівництво пішло на деякі декоративні зміни, зокрема було утворено Фронт Національної Єдності — об'єднання всіх сил, що поділяли платформу ПОРП, внесено корективи в економічну політику, але залишилась недоторканою централізовано-планова система управління в цілому. Розпочаті 1956—1957 реформи були поступово згорнуті, застосовано репресії проти т. зв. «ревізіонізму», представники якого хотіли прищепити на польському ґрунті моделі західної соціал-демократії. Посилювалось незадоволення інтелігенції цензурними обмеженнями. Керівництво ПОРП намагалось втримати контроль за ситуацією з допомогою посилення централізації й ідеологічних «чисток».
У березні 1968 пройшли демонстрації студентів, які особливого розмаху набули у Варшавському університеті. Влада вдалась до репресій і переслідувань, висуваючи гасла антисемітизму.
Погіршення економічного становища в кін. 1970 вилилось у чергову суспільно-політичну кризу і грудневі події у містах Балтійського узбережжя, де дійшло до кривавих сутичок робітників з міліцією й армією. Рятуючи ситуацію, керівництво ПОРП вдалось до нової зміни керівних осіб. ПОРП очолив Едвард Герек, уряд — Петро Ярошевич. Нова керівна верхівка роздавала обіцянки розширення демократії і проведення реформ. Але замість цього вдалась до величезних позичок у західних країн, які дозволили тимчасово піднести рівень життя суспільства. Зовнішній борг ліг тягарем на господарство і суспільство. Економічна ситуація постійно погіршувалась. Виникли опозиційні організації (Комітет захисту робітників, Конфедерація Незалежної Польщі та ін), які вимагали запровадження демократичного устрою.
Улітку 1980 криза досягла кульмінації і вилилась у численні робітничі страйки, в ході яких було створено опозиційне профспілкове об'єднання «Солідарність» на чолі з Лехом Валенсою. Спроби ПОРП змінити керівництво партії і держави не принесли заспокоєння. Діяльність «Солідарності» набула політичного характеру. Намагаючись втримати владу, керівник ПОРП і уряду Войцех Ярузельський 13.12.1981 оголосив про запровадження воєнного стану. Влада у країні перейшла під контроль Військової Ради Національного Порятунку. Діяльність опозиції була заборонена, а її активісти — інтерновані.
Керівництво ПОРП намагалось провести реформи економіки і суспільного життя, які не мали успіху внаслідок панування ідеологічних догм, підтримуваних з Москви. Після початку перебудови в СРСР (1985) було послаблено політичний контроль за країнами соціалістичного табору і склались умови для початку реальних демократичних перетворень. Наприкінці 1980-х рр. реформаторські сили здобули поважні впливи всередині ПОРП. Згуртованіше виступила політична опозиція режиму.

## Після 1989— III Річ Посполита

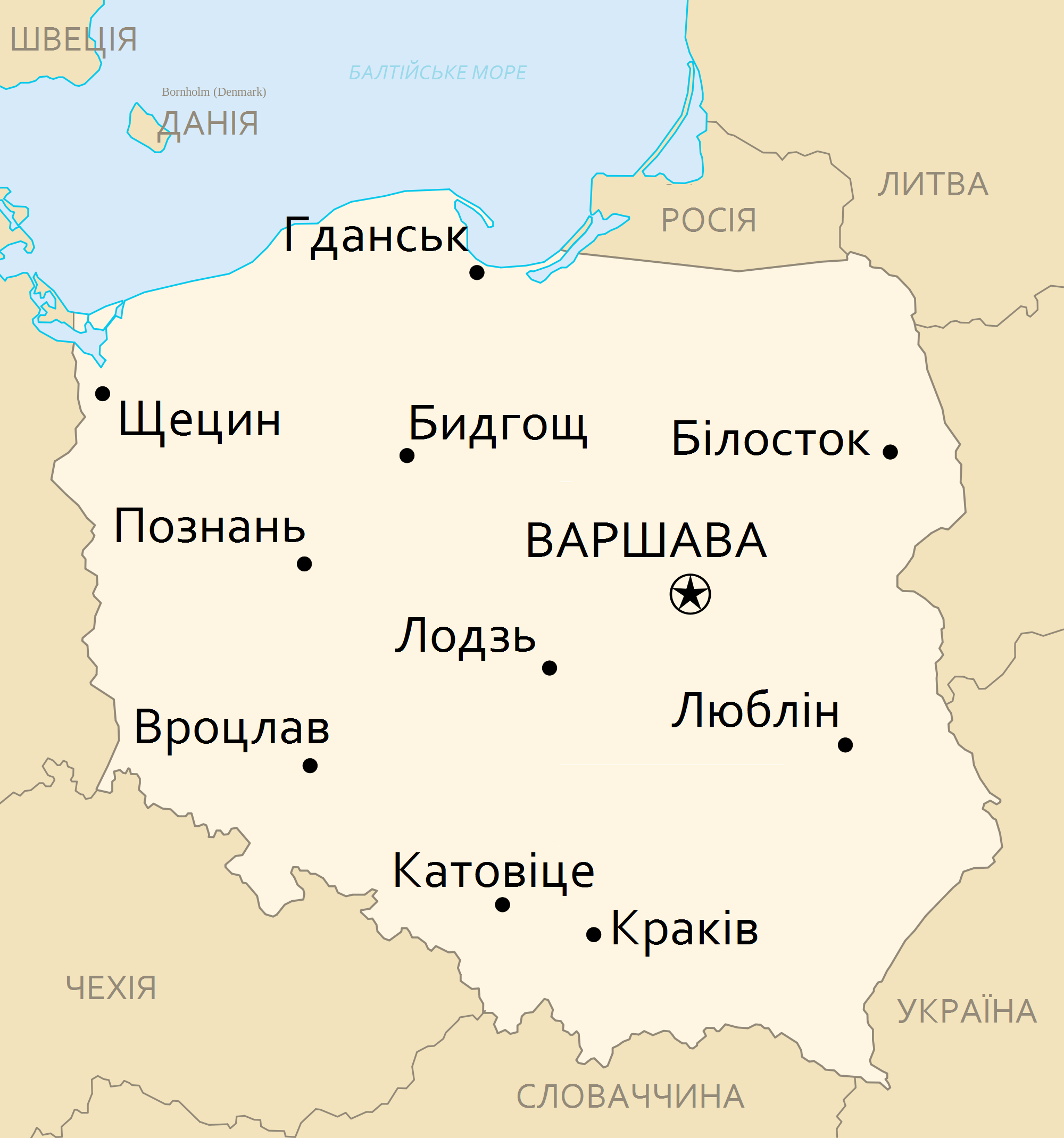
Мапа Польщі

Усвідомлення невідворотності змін привело реформаторів з ПОРП і політичну опозицію до переговорів «круглого столу» на початку 1989, які поклали початок переходу від тоталітаризму до демократичного суспільства. За угодою між урядом і «Солідарністю» було сформовано перехідні Національні збори (сейм і сенат), які розпочали період реформ. Було запроваджено політичну демократію, внаслідок якої виникли десятки нових партій різної орієнтації, почалось здійснення переходу до ринкової економіки шляхом роздержавлення власності (план віце-прем'єра Лешека Бальцеровича). На поч. 1990 ПОРП саморозпустилась, засудивши практику соціалістичного будівництва". Замість неї утворились ряд лівих робітничих партій, найвпливовішою з яких була Соціал-Демократія Республіки Польща. Були внесені зміни у Конституцію Польщі, які проголошували Польщу демократичною республікою. Влітку 1991 відбулись перші демократичні вибори у Національні збори, які не дали переваги жодному політичному угрупуванню. Восени того ж року президентом країни було обрано Леха Валенсу. Після розпуску Організації Варшавського Договору і Ради Економічної Взаємодопомоги Польща проголосила курс на інтеграцію у Європейське Співтовариство і вступ до оборонного союзу НАТО. Труднощі перехідного періоду супроводжувались страйковими кампаніями і частими змінами урядів, які шукали шляхи економічної і соціальної стабілізації. Нові вибори у Національні збори (дострокові внаслідок урядової кризи), що відбулись восени 1993 року, принесли перевагу лівим силам, об'єднаним у Союзі Демократичної Лівиці (соціал-демократи, соціалісти, людовці та ін.). Уряд, який очолив людовець Балдемар Павляк, запропонував програму подальших ринкових реформ з орієнтацією на їх соціальну спрямованість. У 1993—1994 рр. намітились тенденції до стабілізації економічного розвитку і політичного життя демократичної Польщі.
У 2004 Польща вступила до Європейського Союзу.
У 2021 році була ініційована Міграційна криза на кордоні між Білоруссю та ЄС, бо наприкінці травня ЄС та США наклали на Білорусь санкції, а також перекрили для білоруської авіакомпанії «Белавіа» свій повітряний простір. У червні міністр закордонних справ Республіки Білорусь заявив, що у зв'язку з тим, що з боку Євросоюзу було зупинено фінансування у тому числі і проектів у рамках угоди про реадмісію, Білорусі більше немає сенсу брати участь у цій угоді і вона не витрачатиме власні  фінансові кошти на облаштування прикордонної інфраструктури захисту Європи від нелегальної міграції, наркотрафіку та контрабанди.
У жовтні польський парламент ухвалив закон про побулову "розумної стіни" вздовж польсько-білоруського кордону.

### Карти
- Польща 800—950 [Архівовано 25 жовтня 2017 у Wayback Machine.]
- Польща 990—1040 [Архівовано 13 грудня 2017 у Wayback Machine.]
- Польща 1040—1090 [Архівовано 13 грудня 2017 у Wayback Machine.]
- Польща 1090—1140 [Архівовано 11 серпня 2017 у Wayback Machine.]
- Польща 1140—1250 [Архівовано 13 грудня 2017 у Wayback Machine.]
- Польща 1250—1290 [Архівовано 12 лютого 2017 у Wayback Machine.]
- Польща 1290—1333 [Архівовано 12 лютого 2017 у Wayback Machine.]
- Польща 1333—1350 [Архівовано 24 грудня 2007 у Wayback Machine.]
- Польща 1350—1370 [Архівовано 11 серпня 2017 у Wayback Machine.]
- Польща 1550
- Польща 1677
- Польща 1773
- Польща 1939
- Польща 2004
- Польща (flash version) [Архівовано 19 листопада 2005 у Wayback Machine.]